# Taboo
Taboo – polski girlsband grający muzykę pop.
Grupa powstała w 1997 roku w wyniku castingu przeprowadzonego przez wytwórnię Tic Tac. Zespół był próbą stworzenia polskiego girlsbandu na wzór Spice Girls. 12 lutego 1998 roku grupa po raz pierwszy pojawiła się na żywo, podczas koncertu Bravo Party i zaśpiewała piosnkę Nie musisz. Płytowym debiutem zespołu był singel One. Następnymi singlami były Ja tak to czuję i Funky Town. 
Na początku 1999 r. została zarejestrowana piosenka Zwariowana forsa, wykorzystana w emitowanym na antenie TVN programie o tym samym tytule.
Grupa rozpadła się w połowie 1999 roku po odejściu Sylwii Wiśniewskiej. Artystka podpisała solowy kontrakt i rok później wydała album i singel pod tytułem Cała ty. Po odejściu Wiśniewskiej i jeszcze jednej członkini grupy, trzy pozostałe artystki kontynuowały karierę w grupie występując razem do 2003 roku. Drugą i ostatnią jak dotąd solistką zespołu Taboo jest Małgorzata Kosik, która pod pseudonimem Emmi wydała album C'est La Vie. W 2005 roku na scenę powróciła Sylwia Wiśniewska z nowym albumem i singlem 12 łez.

## Albumy
- 1998 One

1. Baw się sam 3:44
2. Nie musisz 2:53
3. Ja tak to czuję 3:20
4. Fajny numer 4:00
5. Bez... 4:15
6. Poza czasem 3:52
7. Na oceanie 4:31
8. Za mało 3:29
9. Kim dla ciebie jestem 4:15
10. Funky Town 3:49
11. Nie musisz (remix) 4:44

### Solowe
- 2000 Cała ty - Sylwia Wiśniewska
- 2004 C'est La Vie - Emmi
- 2004 Dedykacja - Sylwia Wiśniewska

## Single
- 1997 Nie musisz

1. Nie musisz (Polish version) 2:53
2. Nie musisz (English version) 2:55

- 1998 Fajny numer (słowa Kasia Klich)

1. Fajny numer 4:00
2. Fajny numer (instrumental) 3:57
3. Nie musisz (M. Felecki remix) 4:45